# Percy Noble
Percy Lockhart Harnam Noble (Bengala, 16 gennaio 1880 – Londra, 25 luglio 1955) è stato un ammiraglio britannico della seconda guerra mondiale.

## Biografia
Educato all'università di Edimburgo, Noble entrò nella Royal Navy il 15 gennaio 1894. Nella prima guerra mondiale servì nella Grand Fleet. Dal 1918 al 1925 fu al comando dell'HMS Calliope prima e dell'HMS Calcutta poi, quindi della nave da battaglia Barham. Dopo essere stato nominato Senior Naval Officer nel 1925, due anni dopo comandò il centro di addestramento di Forton (Gosport) e nel 1928 venne scelto come direttore delle operazioni nell'ammiragliato. Una volta designato direttore degli equipaggiamenti navali nel 1931 Noble ritornò in mare per comandare il 2º squadrone incrociatori nel 1932, quindi tornò nell'ammiragliato come quarto Lord del mare (1935) per essere poi trasferito, nel 1938, in Cina in qualità di comandante delle unità navali britanniche operanti in zona.
Al suo ritorno nel Regno Unito, l'ammiraglio Noble fu messo al comando del Western Approaches Command, l'unità incaricata di garantire la sicurezza delle navi di Sua Maestà in un'area rettangolare ad ovest dell'arcipelago britannico. In questa veste, ricoperta dalla fine del 1941 al novembre 1942, ricevette apprezzamenti per aver riorganizzato le scorte ai convogli segnando un punto di svolta per gli Alleati nella battaglia dell'Atlantico. Venne altresì giudicato dai suoi collaboratori come una persona semplice e accomodante, esperto nel conquistare consensi. Sostituito dall'ammiraglio Max Horton, Noble fece da capo della delegazione navale britannica a Washington e si ritirò a vita privata nel 1945, quando ricevette la carica onoraria di contrammiraglio del Regno Unito.